# Blattsalat

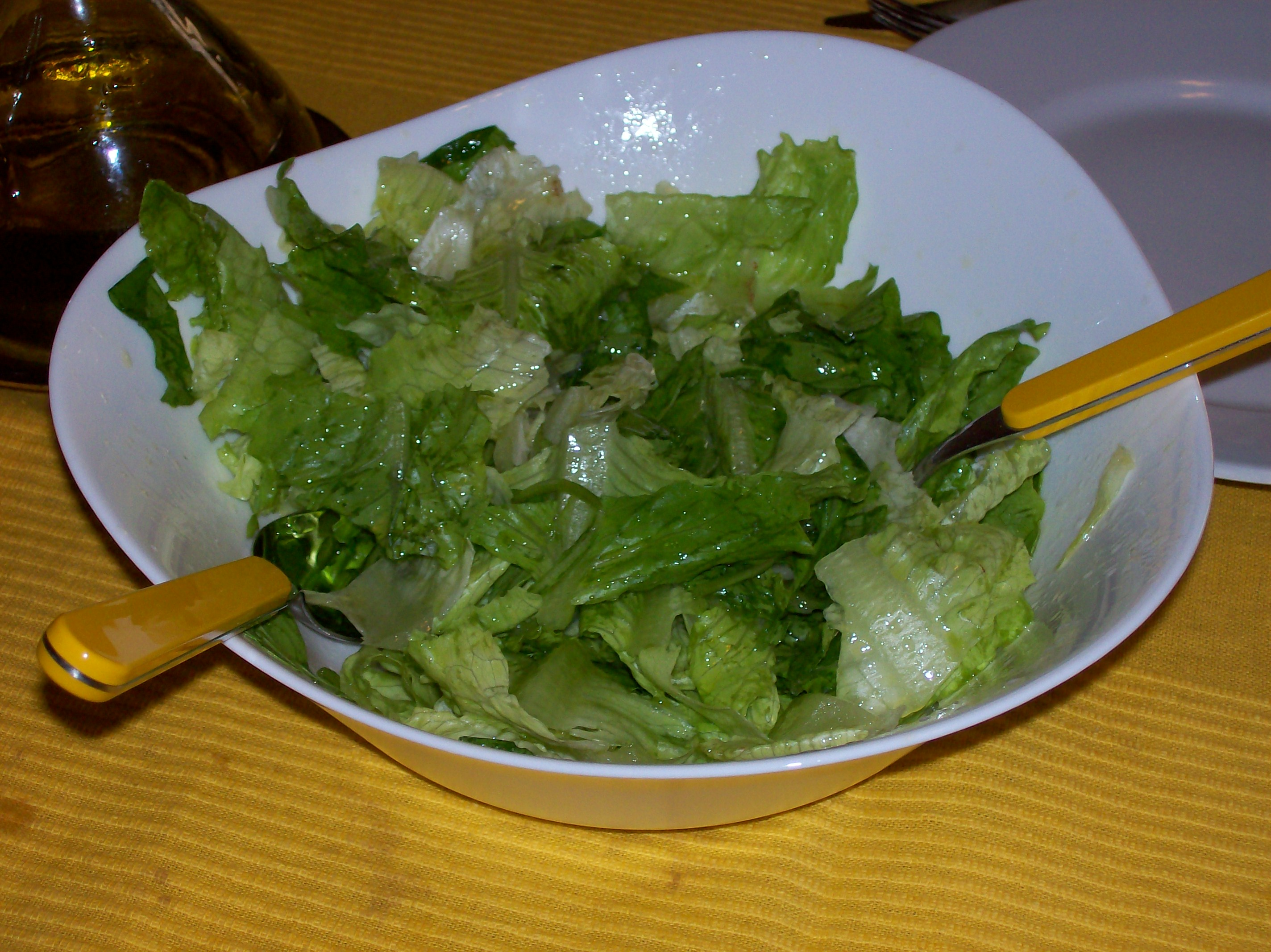
Angemachter Kopfsalat

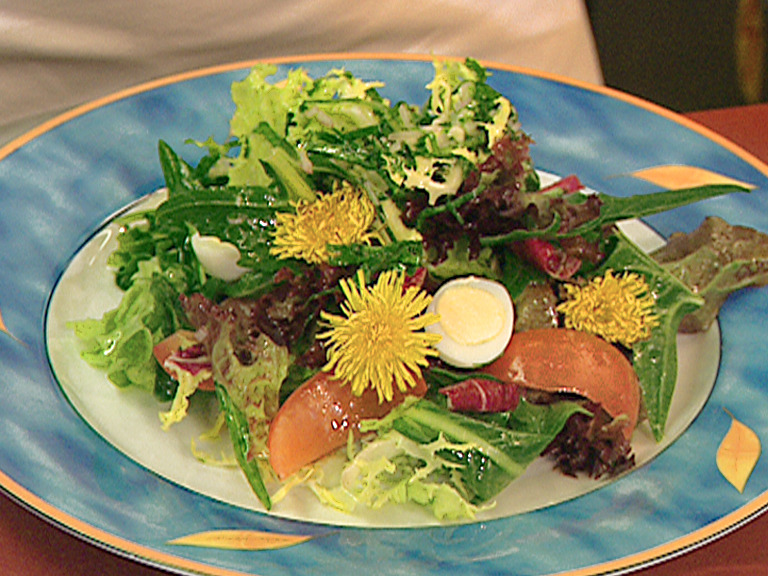
Salat mit Löwenzahn und Ei

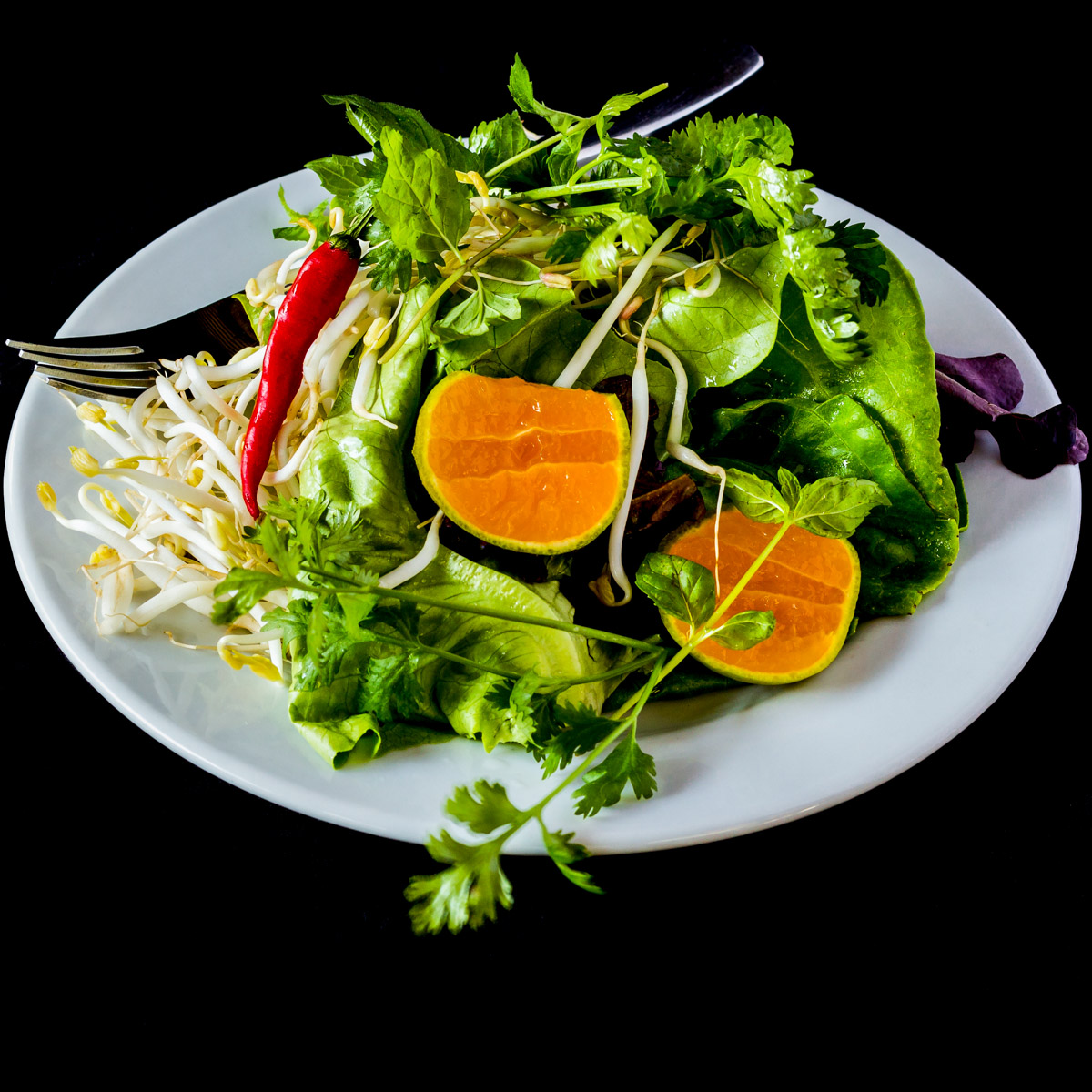
Gemischter grüner Salat mit Sprossen

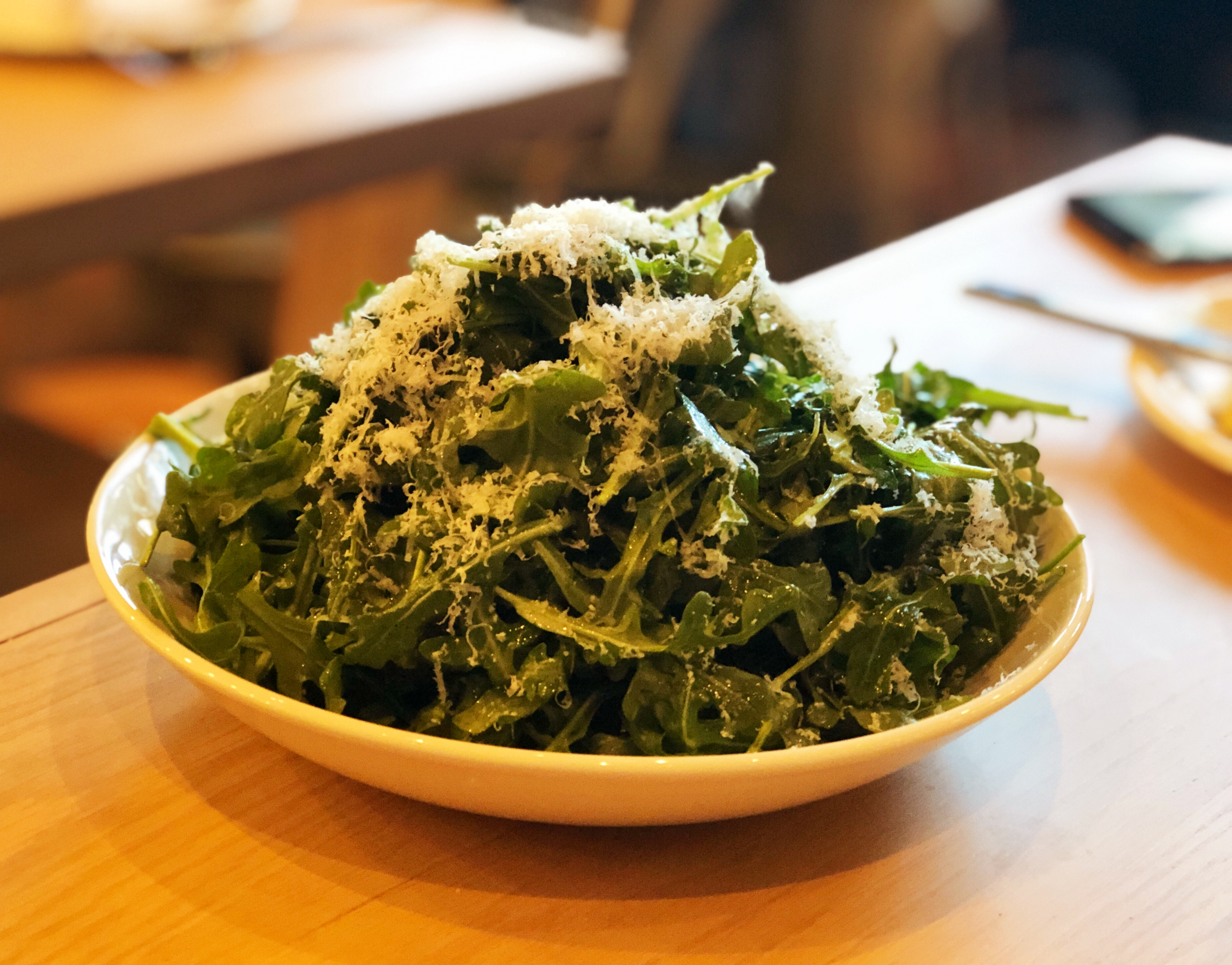
Rucola-Salat mit kaltgepresstem Olivenöl, Zitrone, Parmesan-Käse

Blattsalate (französisch: salades vertes) gehören zur Gruppe der Salate aus ungegartem Gemüse. Verwendet werden die grünen oder farbigen Blätter traditioneller und neugezüchteter Salatpflanzen wie z. B. der Kopfsalat und seine Verwandten der Sorte Eissalat (darunter der Bataviasalat mit rotgeränderten Blättern), die glatte und die krause Endivie, Römersalat, oder verschiedene andere kleine und große Pflücksalate wie Rapunzel, Brunnenkresse, Portulak, Rucola, rote oder gelbgrüne Eichblattsalate, Löwenzahnsalat oder der japanische Mizuna verwendet. Große Blätter werden zum Garnieren verwendet. Einfache Blattsalate werden als Beilage zu Hauptgerichten serviert. Als Vorspeise eignen sich Blattsalate beispielsweise mit Eismeerkrabben, Thunfisch oder Streifen von Putenbrust.

## Zubereitung
Blattsalate werden zuerst geputzt, tadellose Blätter klein gezupft und nach dem Waschen abtropfen gelassen oder trockengeschleudert, nicht ausgedrückt. Sie werden möglichst frisch mit einer dem Rezept entsprechenden Salatsauce angemacht. Wie die verschiedenen Rohkostsalate werden auch Blattsalate mit Körnern, Samen, Nüssen und Sprossen, Radieschenscheiben und Lauchzwiebeln vollendet.
Im Allgemeinen werden die roh zubereiteten Blattsalate mit einer Vinaigrette gewürzt und manchmal mit kleinen Elementen (Croutons, Speck, Käse, Schalotten, Knoblauch usw.) versetzt. Häufig verwendete Dressings zu Blattsalaten sind beispielsweise Essig-Öl-Sauce, Speckdressing, Eierdressing, Roquefortdressing, u. a.